# Minden (Carolina del Sur)
Minden es un área no incorporada ubicada del condado de Chesterfield en el estado estadounidense de Carolina del Sur. Poseía una oficina de correos desde 1891 hasta 1908.